# Arthur Ormiston Cochrane
Pour les articles homonymes, voir Arthur Cochrane et Cochrane.
Arthur Ormiston Cochrane (21 juin 1879-4 décembre 1926) est un homme politique canadien de la Colombie-Britannique. Il est député provincial et conservateur de la circonscription britanno-colombienne de North Okanagan d'une élection partielle en 1924 à 1926.
Il meurt en fonction d'une défaillance cardiaque causée par une angine de poitrine.